# Liparis habenarina
Liparis habenarina là một loài thực vật có hoa trong họ Lan. Loài này được (F.Muell.) Benth. mô tả khoa học đầu tiên năm 1873.